# Louis Joseph Ghémar

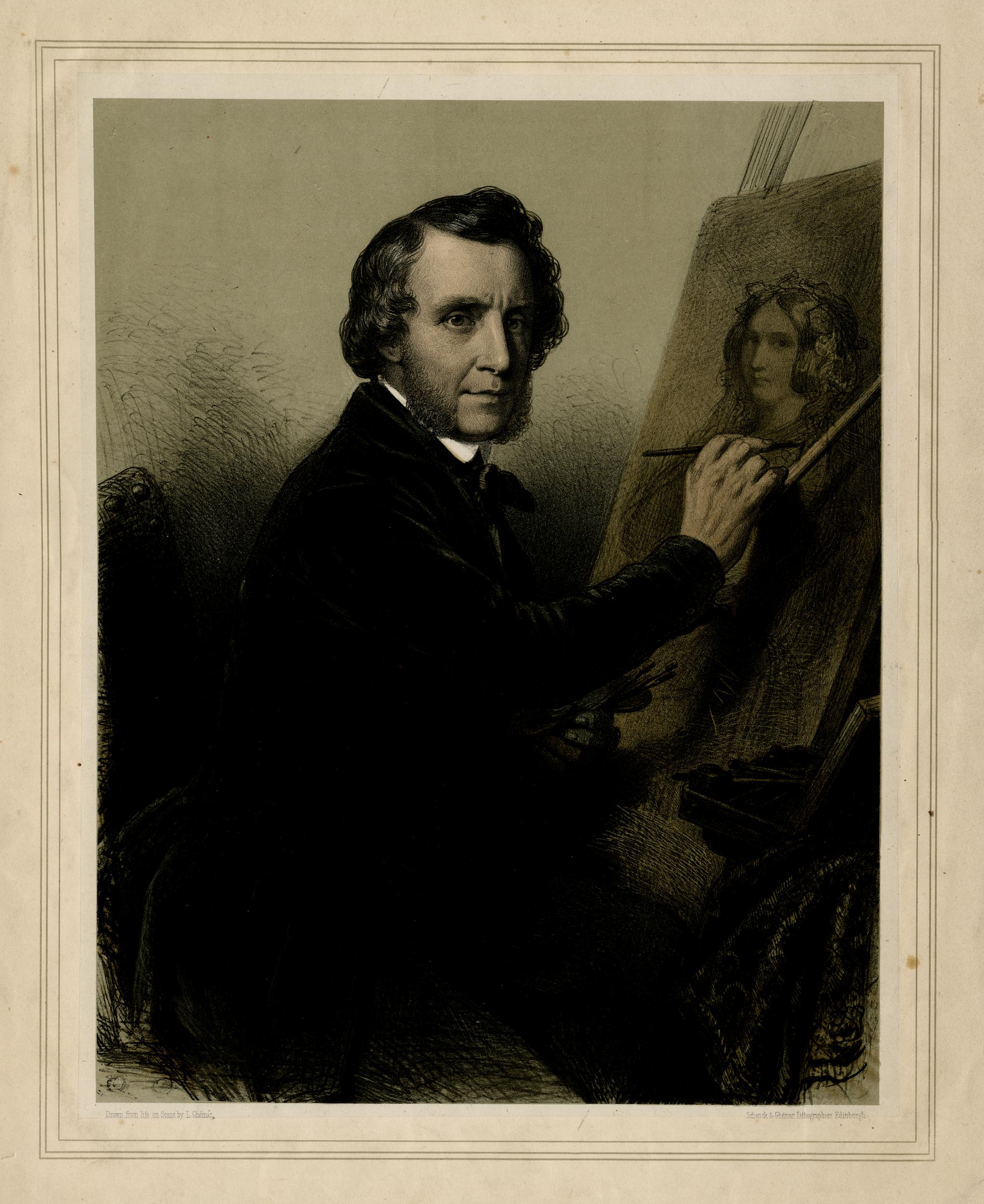
Selbstporträt, um 1850

Louis Joseph Ghémar (* 8. Januar 1819 in Lannoy, Département Nord, Frankreich; † 11. Mai 1873 in Brüssel, Belgien) war ein belgischer Maler, Grafiker, Fotograf und Kunsthändler französischer Abstammung.

## Leben

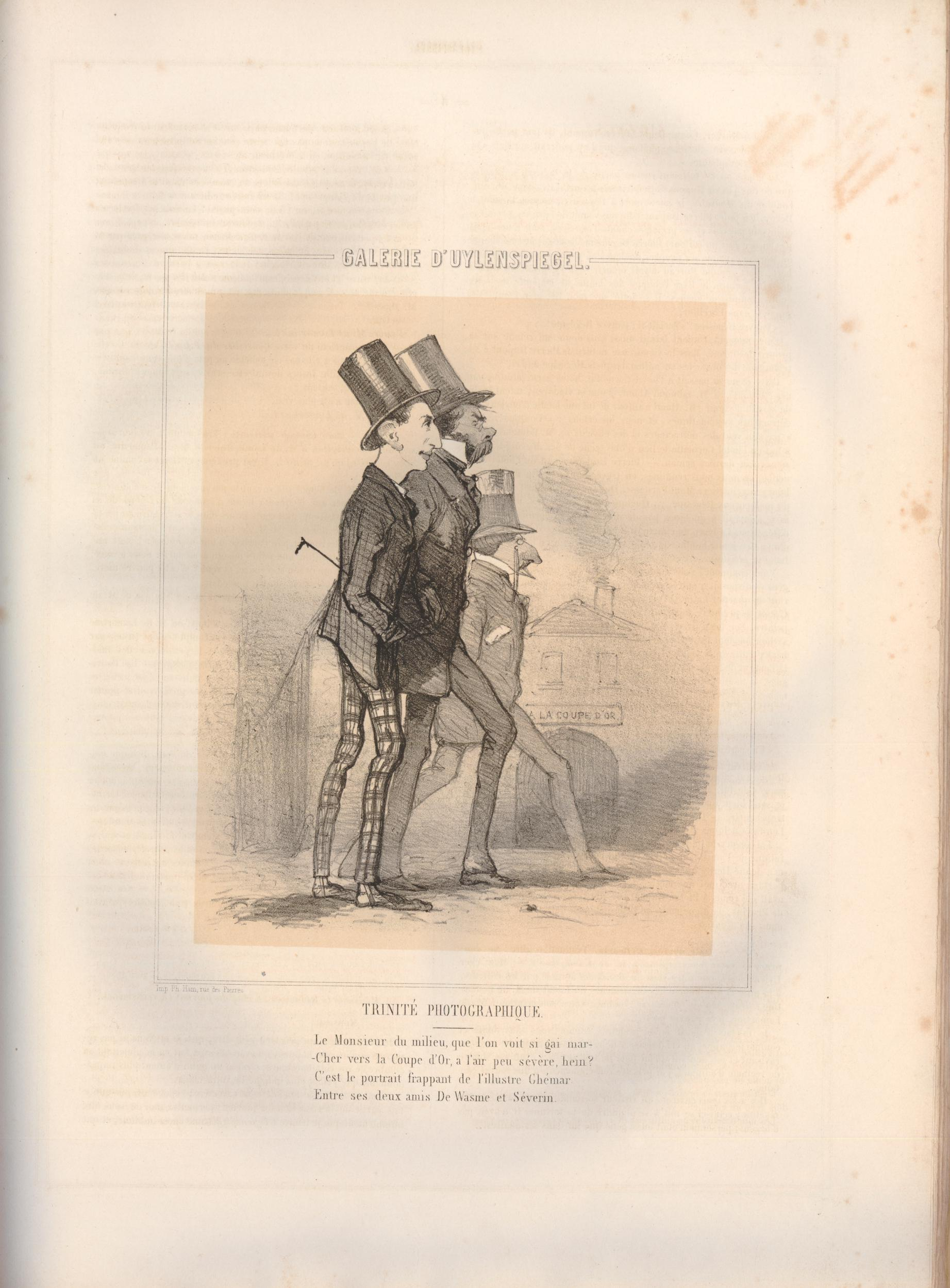
Trinité photographique, Karikatur von Félicien Rops im Satiremagazin Uylenspiegel vom 13. April 1856 – der Fotograf Louis Joseph Ghémar (Mitte) neben Robert Severin (vorne) und Antoine Dewasme-Plétinckx (hinten) als „Heilige Dreifaltigkeit“ der Fotografie

Ghémar, Erstgeborener des Grundschullehrers Ange Ghémar (1796–1830) und dessen Ehefrau Catherine Horlait (1799–1832), der Tochter eines belgischen Brauers aus Ligne, studierte nach dem Besuch des königlichen Kollegs von Ath zunächst an der Akademie von Ath. Er begann als Grafiker zu arbeiten und spezialisierte sich auf Zeichnung (Karikatur) sowie Lithografie. Ab 1835 lebte er in Brüssel, wo er als Lithograf an der Académie royale des Beaux-Arts eingeschrieben war. Dort wurde er Schüler des Malers, Zeichners und Lithografen Paulus Lauters (1806–1876).
1849 ging er nach Schottland, um zusammen mit Emil Ernst Friedrich Theodor Schenck (1811–1885) eine Lithografie-Anstalt in Edinburgh zu eröffnen. Mit Schenck veröffentlichte er 1850 die Schrift Explanation of the Treatment of an Invention in Lithography. Bis 1854 war er dort tätig.
Mit Robert Severin aus Düsseldorf, dem Sohn des mit ihm befreundeten Fotografen Wilhelm Severin, eröffnete er nach seiner Rückkehr nach Belgien 1854 ein Fotostudio in Antwerpen, das „Etablissement artistique Ghémar et Severin“ unter der Adresse 1474 Rue Houblonnière. Im August 1855 zeigten sie im Cercle artistique et littéraire eine Ausstellung ihres fotografischen Könnens: Stadtansichten, Reproduktionen von Kunstwerken und Porträts. 1856 überließen sie das Atelier dem Fotografen Auguste De Bedts und eröffneten ein neues Fotostudio unter der Adresse 27 Rue de l’Ecuyer in Brüssel, dem durch Ghémars künstlerische Beziehungen und Severins fotografische Kompetenz bald großer Erfolg beschieden war. Dort ließ sich auch König Leopold I. anlässlich seines silbernen Thronjubiläums von ihnen ablichten. 1860 schied Severin aus dem Unternehmen aus und zog nach Den Haag. 1862 übernahm in der in „Ghémar Frères“ umbenannten Firma sein Halbbruder Léon Louis Ouverleaux (1832–1869) die Verwaltung. Jean Pierre Harlingue (1827–1894) wurde ihr Mitarbeiter. Als „Photographes du Roi“ profilierten sie sich als führendes Porträtatelier des Königreichs. Porträtfotografien, die Ghémar auf der Weltausstellung Paris 1867 präsentierte, zählten nach Friedrich Pecht – obschon stark retuschiert – zu den besten der Ausstellung. Befreundet mit dem Pariser Fotografen Nadar, dem er 1864 geholfen hatte, dessen Heißluftballon „Le Géant“ in Brüssel vorzuführen, unternahm Ghémar 1868 mit diesem eine gemeinsame Reise in die Schweiz. 

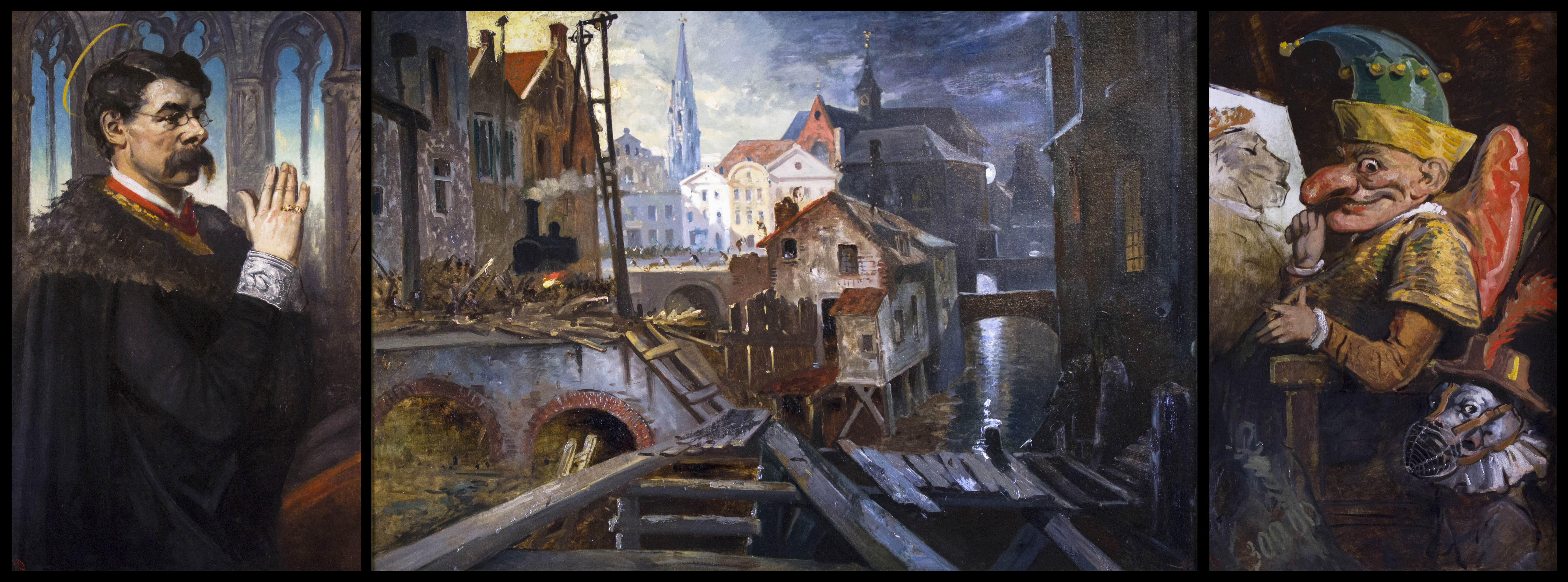
Triptyque destiné à la salle Gothique de l’Hôtel de Ville de Bruxelles, 1868 – Parodie eines Triptychons mit dem Bürgermeister Jules Anspach, der Brüssel städtebaulich umgestaltete, als „Stifterfigur“

In den 1860er Jahren hatte er eine Liaison mit Marie Catherine Jadoul (1844–1882), die er erst am 15. Juli 1871 heiratete, nachdem sie ihm zwischen 1864 und 1871 vier Kinder geboren hatte. Spätestens ab 1865 hatte er unter der Firma „Galerie Ghémar“ eine Kunsthandlung in Brüssel. Ab 1868 betrieb er unter der Bezeichnung „Musée Ghémar“ eine Ausstellung von Karikaturen zu Werken von bekannten zeitgenössischen Künstlern. Die Exponate seiner Burleskausstellung publizierte er in einem Katalog. Ghémars Ausstellung und seine parodistischen Exponate, darunter auch eine weiße, unbemalte Leinwand, beschriftet mit „Peinture du Jour“ (‚Gemälde des Tages‘) und „Commande du Gouvernement“ (‚Auftrag der Regierung‘), persiflierten Kunstbetrieb und Kunstpolitik und scheinen den Dadaismus vorwegzunehmen.
Ghémar starb im Alter von 54 Jahren in Brüssel. Sein Grabmal auf dem Friedhof von Laeken gestaltete Albert-Ernest Carrier-Belleuse. 1879 wurde sein Nachlass versteigert.

## Werk

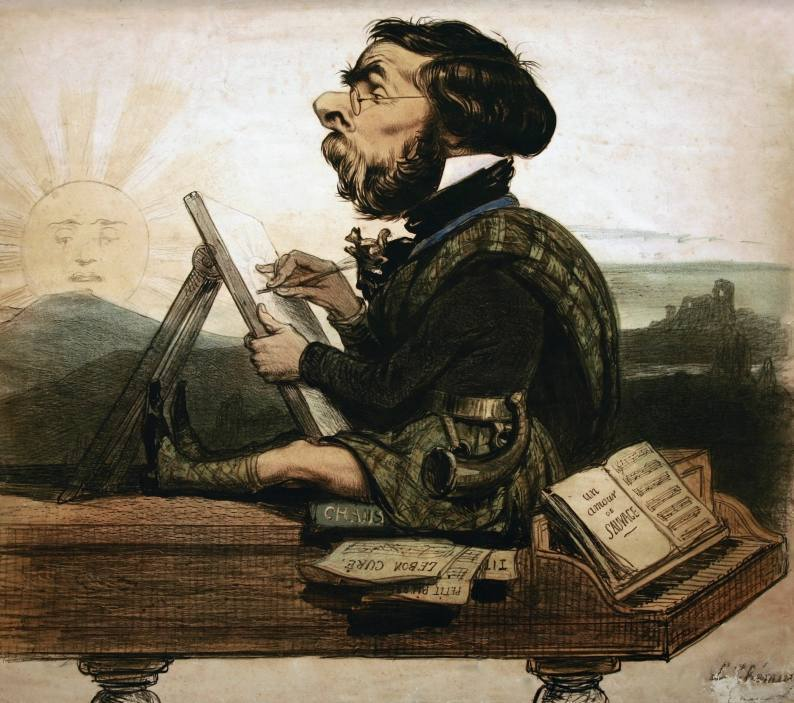
Karikierendes Selbstporträt Ghémars im Schotten-Kilt vor seiner Abreise nach Edinburgh, 1849

Ab 1838 schuf Ghémar Lithografien für die belgische Ausgabe der Zeitschrift Le Charivari sowie andere Satireblätter. Zusammen mit Edouard Manche (1819–1861) arbeitete er an Lithografien für Octave Delepierres Album pittoresque de Bruges (1837–1840), außerdem an dem Album d’Ostende (1841). Fünfzehn Lithografien fertigte er von dem Ursulaschrein von Hans Memling (1841) sowie von der Paele-Madonna von Jan van Eyck. Gemeinsam mit François Stroobant lithografierte er ferner das Album du Salon (Brüssel 1845). Neben Beiträgen für die Zeitschrift La Renaissance lieferte er des Weiteren Illustrationen für den Band La Belgique monumentale, historique et pittoresque (1844). 1849 illustrierte er eine Prachtausgabe von Walter Scott in Edinburgh. Dort lithografierte er auch zwölf Bildnisse von Zeitgenossen. Weitere sechs lithografische Porträts, Bildnisse niederländischer Maler, sind in Jan Frederick van Somerens Beschrijvende catalogus van gegraveerde portretten van Nederlanders (1888–1891) abgebildet. Daneben schuf er zahlreiche Radierungen und Aquatinten nach fremden Vorlagen, unter anderem nach Charles Verlat und Jean-Baptiste Madou, beispielsweise 1858 das Album L’œuvre de Madou.

Firmensignet auf einer Visitenkarte

Ab 1845 setzte sich Ghémar mit der Fotografie auseinander. Sein Fotoatelier gehörte zu den renommiertesten Porträtstudios im Brüssel der 1860er Jahre. Hauptsächlich fotografierte er Künstler, Vertreter des Bildungsbürgertums, der Politik, der gehobenen Gesellschaft und des Adels, etwa Philipp von Belgien, den Herzog von Brabant, sowie weitere Mitglieder der königlichen Familie (1864). Sein Atelier spezialisierte sich auf das Visitformat. Als Hoffotograf des belgischen Königshauses publizierte er ein sechzehnteiliges Album Funérailles de Sa Majesté Léopold Ier et avènement de Léopold II au Thrône. Neben Reproduktionen von Kunstwerken schuf er auch fotografische Ansichten von Landschaften, vor allem von Veduten in und Gegenden um Brüssel. So entstand 1870 im Auftrag der Belgian Public Works Company das Album Assainissement de la Senne. Bruxelles en 1867. Vues photographiques prises à l’emplacement du nouveau boulevard à ouvrir au travers de la ville de Bruxelles, das den Zustand vor der Überbauung des Flusses Senne dokumentierte. Die pittoresken Aufnahmen entsprachen der wachsenden Nachfrage des Tourismus nach Städtefotografie. Auf seiner Schweizreise (1868) fotografierte er unter anderem Ansichten von Luzern, des Rhônegletschers und von Zermatt. Als Fotograf dokumentierte er außerdem aktuelle Ereignisse, zum Beispiel The Bishop of Oxford Laying the Foundation Stone of a New English Church at Brussels, veröffentlicht in der Zeitschrift The Illustrated London News (23. April 1864).

## Catalogue du Musée Ghémar
- Catalogue du Musée Ghémar. Exposition Fantaisiste des Œuvres Principales de l’art contemporain. Brüssel 1868 (Digitalisat).